# 都留インターチェンジ

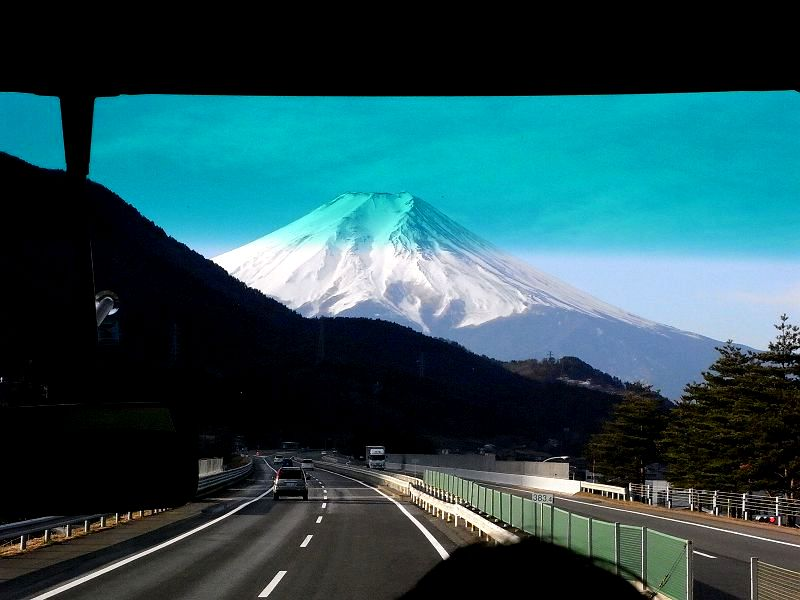
都留インターチェンジ付近からの富士山（2009年〈平成21年〉1月27日撮影）

都留インターチェンジ（つるインターチェンジ）は、山梨県都留市にある中央自動車道富士吉田線のインターチェンジである。

## 構造
1969年の中央道開通当初はバスストップ（後述）のみが設けられており、ICは後に設置されたものである。開設当初は、大月JCT方面への入口しか設置されていないクオーターインターチェンジで、「都留入口」と称されていた。なおこの入口ランプは暫定的に現在の上り線の場所に設置されていた。
1984年（昭和59年）の大月JCT - 河口湖IC4車線化の際に、大月JCT方面からの出口が開設、また大月JCT方面への入口ランプも付け替えられ、ハーフインターチェンジとなった。
さらに、山中湖方面への往来を可能としたフルインターチェンジ化が「地域活性化インターチェンジ制度」に基づく山梨県道40号都留インター線（県道改築事業）として事業化され2011年（平成23年）8月10日に供用開始された。

## 歴史
- 1971年（昭和46年）3月29日：開設。開設当初は大月JCT方面への入口ランプのみ。
- 1984年（昭和59年）11月30日：大月JCT方面からの出口ランプが開設。
- 2011年（平成23年）8月10日：山梨県道40号都留インター線として河口湖方面からの出入口ランプ（B・Cランプ）が開設し、フルIC化[4]。
- 2025年（令和7年）3月25日：料金所がETC専用となる[5]。

## 道路
- E68 中央自動車道富士吉田線 (1番)

## 接続する路線
- 直接接続（本線連結施設）
  - 山梨県道40号都留インター線
- 間接接続
  - 山梨県道705号高畑谷村停車場線（県道40号重複区間）
  - 国道139号（県道40号経由）

## アクセス地域
当ICは都留市・南都留郡西桂町の最寄りである。

### 周辺
- 国道139号
- 都留市駅（富士山麓電気鉄道富士急行線）
- 都留市役所
- 大月警察署都留分庁舎
- 山梨県警察運転免許課都留分室（免許センター都留分室）

## 都留バスストップ
都留バスストップは、都留ICに併設されている中央自動車道のバス停留所である。
バス事業者では「中央道都留」と案内している。

### 停車する路線
下り線側は降車専用・上り線側は乗車専用となっている。
- 中央高速バス 富士五湖線（京王バス・富士急バス・フジエクスプレス）[6] ※一部通過
- 富士山駅 - 羽田空港線（富士急バス・京浜急行バス）[8]
- 南町田・町田・橋本 - 富士急ハイランド・河口湖線（富士急モビリティ）[9]
- 藤沢・辻堂・本厚木 - 富士急ハイランド・河口湖線（富士急モビリティ・神奈川中央交通）[9]
中央道小形山 - 中央道都留 - 中央道西桂

### バス停までのアクセス
- 富士山麓電気鉄道富士急行線都留市駅より富士急バス都留市立病院前方面に乗車、道生堀バス停から徒歩2分[6]。
- 同駅より徒歩8分[6]。

## 隣
E68 中央自動車道富士吉田線
(11)大月JCT - (1)都留IC - 谷村PA - (1-1)富士吉田西桂SIC - (2)河口湖IC